# Састри, Лина
Лина Састри (итал. Lina Sastri; род. 17 ноября 1953, Неаполь, Италия) — известная итальянская актриса и певица.

## Биография
Родилась в Неаполе. Играть начала в очень молодом возрасте в любительском театре. Профессиональная карьера начала в театральной компании Teatro Libero. В 1974 году дебютировала в главной роли в музыкальной драме «Мазаньелло». На сцене Састри много работала с режиссёром Джузеппе Патрони Гриффи, также она сотрудничала с Эдуардо де Филиппо, Фабио Карпи и Меме Перлини.
В кино дебютировала в 1977 году, в фильме «Железный префект». В 1984 году Састри выиграла две кинопремии в номинации за лучшую женскую роль, «Серебряная лента» и «Давид ди Донателло» за роль в фильме Нанни Лоя «Меня послал Пиконе». Через год она выиграла те же две награды за роль в картине Джузеппе Бертолуччи «Скрытые секреты». В 1987 году Састри была награждена премией «Давид Ди Донателло» за лучшую женскую роль второго плана в фильме Дамиано Дамиани «Дело Назаретянина». Также Састри снялась в картинах Нанни Моретти «Это бомба» (1978), Рикки Тоньяцци «Задушенные жизни» (1996) и «Бандиты» (1999), спев в начальной музыкальной пьесе.
Как певица Састри выпустила множество альбомов, в основном исполняемых на неаполитанском диалекте. Она принимала участие в фестивале «Сан-Ремо» в 1992 году с песней «Femmene'e mare». В 2000 году Састри записала песню Sole, Cielo e Mare совместно с Джиджи Д’Алессио и Пеппой Баррой. В 2002 году она выступила в Йокогаме (Япония). Запись этого концерта позднее вышла как альбом Live in Japan, в который вошли песни переведённые на японский язык. В 2012 году вышел альбом Concerto Napoletano, в который были включены самые известные неаполитанские песни XX века.
В июне 2011 года президент Италии Джорджо Наполитано наградил Састри Орденом «За заслуги перед Итальянской Республикой» (IV степень — командор).

## Фильмография

### Кинематограф
| - 1977 — «Железный префект» — женщина из Ганджи - 1978 — «Это бомба» — Ольга - 1980 — «Кафе–экспресс» — сестра Камилла - 1983 — La vela incantata - 1983 — «Сердца и доспехи» - 1984 — «Меня послал Пиконе» — Люсиэлла - 1985 — «Изумительная женщина» — Луиза - 1985 — «Скрытые секреты» — Лаура - 1987 — «Дело Назаретянина» — Мария Магдалена - 1987 — «Странность жизни» — Нора - 1987 — Le lunghe ombre - 1988 — «Ставки» — Рената Фонте - 1989 — Gioco di società - 1989 — Luisa, Carla, Lorenza e… le affettuose lontananze - 1989 — «Маленькие недоразумения» — Франческа - 1989 — La famiglia Buonanotte - 1996 — «Целлулоид» — Анна Маньяни - 1996 — «Задушенные жизни» — синьора Сауро - 1999 — «Бандиты» — Корифея - 1999 — «Приключения Кати» — мать четырёх мальчиков - 2002 — Giovani - 2007 — «И думать забудь, Джонни!» — Винченца, мать Джонни - 2007 — «К. Это бандит» — Рита Санторо (Италия—Аргентина) - 2009 — «Баария» — Тана - 2010 — «Страсть» (документальный) - 2012 — «Римские приключения» — подруга в кино (США—Италия—Испания) - 2017 — «Неаполь под пеленой» — Людовика | - 1975 — Lu curaggio de nu pompiere napulitano - 1975 — Li nepute de lu sinneco - 1975 — 'Na Santarella (телефильм) - 1975 — Tuono è Marzo - 1976 — L'assassinio di Federico Garcia Lorca - 1977 — «Последние три дня» — Вирджиния Табаррони (телефильм) - 1977 — «Рождество в доме Купьелло» - 1978 — Dopo un lungo silenzio - 1980 — Orient-Express (телесериал) - 1981 — «Жизнь Антонио Грамши» — Евгения Шухт (мини-сериал) - 1981 — «Анна Кулишёва» - 1983 — Le ambizioni sbagliate - 1984 — La bella Otero - 1989 — Gioco di società (телефильм) - 1990 — Donne armate - 1992 — Assunta Spina (мини-сериал) - 1994 — «Шварц вмешивается» (телесериал, Германия) - 1997 — «Давид» — Авигея (мини-сериал) - 1997 — Nessuno escluso - 1999 — «Крёстный 4. Фальконе» — Аньезе Пираино Лето Борселлино, супруга Паоло Борселлино (телефильм) - 2002 — «Нам хорошо вместе» — Эстер, мать Франчески (телесериал) - 2004 — «Дон Боско» — Маргарита Оккьена (мини-сериал) - 2004 — «Рита Кашийская» — абаттесса (мини-сериал) - 2005 — «Святой Пётр» — дева Мария (мини-сериал) - 2006 — Il vizio dell'amore - 2006 — «Ассунта Спина» — Матильда Серао (мини-сериал) - 2006 — «Преступления» (телесериал) - 2006 — «Родильное отделение — Альберта Статера (телесериал) - 2014 — «Новый год с Джиджи Д’Алессио» (Canale 5, телесериал) - 2015 — «Честь и уважение» — Мария Пиа (телесериал) - 2015 — «Солнце в моих глазах» — Карла Астреи (телефильм) - 2015 — «Свадьба Лауры» — Мария (телефильм) - 2017 — «Салон красоты. Несколько лет спустя» — Делия Ди Чоччо (телесериал) |

## Дискография
- 1989 — Lina Sastri (Fonit Cetra[итал.], CDL 19)
- 1990 — Maruzzella (EMI, 090 7957922)
- 1992 — Live on Broadway (EMI, 090 7993572) (включена Femmene 'e mare с фестиваля в Сан-Ремо, единственная студийная пьеса)
- 1995 — Tutta pe' mme (De Agostini, ADD 94CN40)
- 1996 — Gilda Mignonette (DDD[итал.], DFR 024)
- 1997 — Cuore mio (Kosa, 001)
- 1999 — Melos (Kosa, 002)
- 2000 — Festa (Carosello, 300 673)
- 2004 — Concerto napoletano (Lucky Plantes, LKP 533)
- 2005 — Live in Japan (Lucky Plantes, LKP)
- 2007 — Lina Rossa (Lucky Plantes, LKP)
- 2008 — Reginella (Lucky Plantes, LKP 736)
- 2009 — Passione (La Napoli di Lina Sastri) (Fabbri)
- 2010 — Canzoni Napoletane (Lucky Plantes, LKP)
- 2012 — Concerto Napoletano Live (Lucky Plantes, LKP)

## Награды и премии
- 1984 — «Серебряная лента» за лучшую женскую роль за роль в фильме «Меня послал Пиконе[итал.]»
- 1984 — Премия «Давид ди Донателло» за лучшую женскую роль за роль в фильме «Меня послал Пиконе[итал.]»
- 1985 — Премия «Давид ди Донателло» за лучшую женскую роль за роль в фильме «Скрытые секреты[итал.]»
- 1987 — Премия «Давид ди Донателло» за лучшую женскую роль второго плана в фильме «Дело Назаретянина»
- 2011 — Орденом «За заслуги перед Итальянской Республикой» (IV степень — командор)